# Субботняя школа
Субботняя школа — пособие по изучению Библии Церкви адвентистов седьмого дня. Первые уроки были созданы еще в 1852 году Джеймсом Уайтом. С того времени уроки активно используются при изучении Святого Писания.

## История
Один из выдающихся последователей Уильяма Миллера, будущий основатель Церкви Адвентистов Седьмого Дня, Елен Г. Уайт, инициировала становление Субботней школы в 1853 году. В начальном этапе структура этого образовательного учреждения включала всего два раздела: один предназначенный для детей, а другой, названный "Библейский класс", охватывал взрослую аудиторию. Преподаватели, руководящие уроками, акцентировали внимание на запоминании библейских текстов наизусть.
В 1863 году было разработано и выпущено полностью адаптированное пособие Субботней школы, предназначенное специально для детей. В 1878 году был учрежден отдел для изучения Библии детьми под названием "Птичье гнездышко". В 1879 году начали функционировать первые филиалы Субботней школы. Расширение международного влияния школы началось с организации первой за ее пределами в 1883 году в Швейцарии и через три года в Англии в 1886 году.
При реорганизации Генеральной конференции Адвентистов Седьмого Дня (АСД) Международная ассоциация Субботней школы была заменена отделом Субботней школы Генеральной конференции. В 1995 году отдел Субботней школы был объединен с отделом Личного служения и сегодня функционирует как отдел Субботней школы и Личного служения Генеральной конференции АСД.
В 1886 году был начат выпуск цикла уроков для взрослых. В 1889 году эти уроки были официально названы "Квартальным пособием Субботней школы для взрослых". В 1973 году это наименование было изменено на "Уроки Субботней школы для взрослых", а в 1996 году оно получило свою нынешнюю форму - "Пособие по изучению Библии для взрослых". С 1985 года в субботней школе начал действовать новый учебный план, предусматривающий изучение всех книг Библии. Начиная с 1991 года, изучение отдельных книг Библии чередуется с тематическими пособиями.

## Публикация
Субботняя школа впервые представила свою образовательную программу в 1852 году, когда ее уроки и дополнительные материалы были опубликованы в журнале "Наставник молодежи". Этот печатный материал включал в себя полноценный набор учебных пособий для детей. В настоящее время Субботняя школа функционирует под руководством отдела Субботней школы и Личного служения и предоставляет материалы на множестве языков, что свидетельствует о ее всемирной доступности.

## Подготовка учителей
Почти 100 лет, начиная с 1885 года, издавалось пособие «Работник Субботней школы». Это был набор рекомендаций и материалов, которые помогали руководителям отделов при проведении уроков. Уже спустя сто лет на смену приходят другие вспомогательные материалы.

## Пожертвования на развитие Субботней школы
Каждая община Адвентистов Седьмого дня проводит регулярные, еженедельные и специальные пожертвования с целью обеспечения финансовой поддержки для издания литературных материалов. В 1885 году впервые начались пожертвования от субботних школ. В 1890 году средства были собраны на строительство миссионерского корабля "Питкэрн". Этот событийный момент маркировал наступление новой эпохи миссионерства, когда первые посланцы отправились к островам Тихого океана.
Создание отдела церковного служения в 1985 году привело к тому, что сбор пожертвований субботних школ перешел под управление отдела ресурсов Генеральной конференции. Несмотря на это, сбор пожертвований оставался неотъемлемой частью программы субботних школ. Впоследствии эта ответственность была передана казначейству Генеральной конференции. На текущий момент за учет всемирных пожертвований субботних школ отвечает Комитет по наблюдению за миссией при Генеральной конференции. Тем не менее, эти пожертвования продолжают оставаться важной частью еженедельной программы субботних школ в местных церквях.